# Chiến dịch Sea Dragon
Chiến dịch Sea Dragon (Rồng Biển) diễn ra trong chiến tranh Việt Nam là một loạt các chiến dịch hải quân của Hoa Kỳ bắt đầu từ năm 1966 nhằm cắt đứt các tuyến vận tải và liên lạc từ Việt Nam Dân chủ Cộng hòa vào miền nam Việt Nam, đánh phá các mục tiêu trên đất liền bằng hỏa lực từ tàu chiến. Mục tiêu chủ yếu của chiến dịch Rồng Biển là đánh chặn và phá hủy tàu thuyền hậu cần của đối phương có kích cỡ từ những xà lan tự hành cỡ lớn cho đến thuyền buồm cỡ nhỏ và thuyền tam bản. Các cố vấn Hải quân Hoa Kỳ được điều động sang Hải quân Việt Nam Cộng hòa và các trục lôi hạm Hoa Kỳ đã hỗ trợ các tàu hải quân Việt Nam Cộng hòa trong hoạt động tuần tra gần khu phi quân sự. Các máy bay trực thăng tấn công của Mỹ được sửa đổi đặc biệt để làm nhiệm vụ đuổi theo và vô hiệu hóa những tàu miền Bắc, giúp cho biệt kích hải quân Hoa Kỳ và Việt Nam Cộng hòa có thể leo lên tàu.